# Турбо-фолк
Турбо-фолк (серб. Турбо-фолк, англ. Turbo-folk) — музыкальный жанр, сочетание электронной и народной музыки, зародившийся в начале 1980-х в Югославии и популярный в настоящее время на Балканах. Пионерами турбофолка были исполнители Миле Китич, Бобан Здравкович, Лепа Брена и Драгана Миркович. Расцвета турбофолк достиг в 1990-е годы в Сербии. Впервые подобный термин был употреблён в песне черногорским певцом Рембо Амадеусом, который иронически называл эту музыку «какофонией», описывая собственные произведения. Также ему была посвящена отдельная песня, в которой Рембо сравнил турбофолк с национализмом, алкоголем, преступностью и поп-культурой.

Турбо-фолк — это сжигание народа.

Любое ускорение этого сгорания — турбо-фолк,

Высвобождение первобытных инстинктов Homo sapiens.

Музыка — любимец всех муз,

Гармония всего искусства.

Турбофолк — не музыка.

Турбофолк — любимец масс,

Какофония на любой вкус и цвет.

Я дал ему имя.
Оригинальный текст (сербохорв.)Turbo folk je gorenje naroda.

Svako pospješivanje tog sagorijevanja je turbo folk.

Razbuktavanje najnižih strasti kod homosapiensa.

Muzika je miljenica svih muza

harmonija svih umjetnosti

turbo folk nije muzika

turbo folk je miljenica masa

kakofonija svih ukusa i mirisa

ja sam mu dao ime
— Рамбо Амадеус, «Turbofolk», 2005 год.

## Становление турбо-фолка
Турбо-фолк является производным жанром от фолка, подверженным влиянию западной популярной музыки. Изначально это была смесь сербской народной музыки с диско, а позднее туда добавились элементы арабских, турецких, греческих и цыганских песен. Дальнейшим развитием жанра в Греции стал жанр лаика, а в Болгарии — чалга. Существует версия, что турбо-фолк возник как реакция на тогдашнюю югославскую рок- и поп-музыку, бывшую глобализированной и вестернизированной, и таким образом, пытался обратить музыкальную сцену к сербскому фольклору.
В последние годы правления Йосипа Броза Тито и незадолго после его смерти (до конца 1980-х) турбо-фолк развивался в СФРЮ боле огромными темпами — начали свою карьеру многие исполнители — Бобан Здравкович, Мирослав Илич, Миле Китич, Драгана Миркович, Неда Украден, Весна Змиянц, Лепа Брена, Шабан Шаулич, Байя Мали Книнджа и Халид Муслимович. В 1985 году в Белграде Лепа Брена и Мирослав Илич исполнили песню «Живела Югославија» (серб. Да здравствует Югославия). В мае 1986 года председателем Президиума ЦК Союза коммунистов Сербии стал Слободан Милошевич. Он, как и другие руководителими СФРЮ — премьер-министр СФРЮ 1986—1989 годов Бранко Микулич, Председатель Скупштины Сербии 1988—1989-х гг., а затем председатель Президиума СФРЮ 1990—1991 гг. Борисав Йович, министр сельского хозяйства в 1986—1989 годах Сава Вуйков были большими любителями этого жанра, что привело к бешеному росту его популярности на югославских дискотеках в 1986—1999 годах. Также, помимо Сербии, свои разновидности турбо-фолка появились и в других союзных республиках: например, в Хорватии, самым известными исполнителями в этом жанре являются Марко «Томпсон» Перкович (хотя его творчество больше тяготеет к фолк-року) и участница Евровидения-2006 Северина Вучкович, а в Боснии и Герцеговине в области Республики Сербской — Роки Вулович, братья Бурековичи: Самир и Махир, Миро Семберац, Дино Мерлин и Харис Джинович. Даже после распада СФРЮ в 1992 году и свержения Милошевича в 2000 году жанр не исчез, более того, турбо-фолк стал популярен за границами бывшей Югославии. Изначально в жанре турбо-фолка исполнялись патриотические песни, но затем тематика изменилась, перейдя к проблемам личных отношений.
В 2010-х годах турбофолк подхватил тенденции ретровейва, с его эстетикой киберпанка и неона. Из традиционного турбофолка выделился субжанр киберфолк, где в клипах музыкантов стали преобладать неоновые тона, футуристические автомобили и прочая разная техника, фантастические костюмы и макияж, а в музыке практически полностью исчезли живые фолковые инструменты — их место заняли синтетические или виртуальные аналоги, с характерным «кибернетическим» тембром, но в мелодической основе с традиционным «балканским» колоритом восточных мелодий и ритмов.

### Турбофолк в Сербии
Классический сербский турбо-фолк является смесью народной музыки с электронным звуком, но в нём часто встречаются элементы ритмов рока, диско, джаза, хип-хопа и танцевальной музыки, из-за чего в Сербии его иногда называют «новокомпонованной народной музыкой» (серб. новокомпонована музика). Самым крупным лейблом турбо-фолка в Сербии является лейбл Grand Production (серб. Гранд Продукција), который начал свою деятельность в 1998 году. Другими известными лейблами турбо-фолка являются «SuperTon», существующий ещё с конца 1980-х, «Diskos» (основан в 1962 году) и «Фолк-диск», основанный в 1990 году. Первые два лейбла располагаются в Белграде, «Diskos» — в Александроваце, а «Фолк-диск» — в городке Салаш под Заечаром.

## Критика
Турбо-фолк зачастую подвергается критике, и эта критика исходит от людей с разными политическими взглядами. Левые (зачастую коммунисты) считают турбо-фолк довольно вульгарной музыкой, пропагандирующей низменные чувства: разврат, похоть, насилие, культ преступности, ксенофобию и агрессивный национализм. Правые (преимущественно сербские националисты) и вовсе считают его чуждым сербской культуре, поскольку, по их мнениям, этот жанр основан на турецкой музыке, а элементов сербской культуры в нём вовсе не прослеживается. В России и СНГ критики сравнивают его с русским шансоном, несмотря на то, что криминальной тематики в турбо-фолке почти нет.
Есть мнение, что Слободан Милошевич использовал турбо-фолк как средство тотального контроля граждан. Знаковым событием для турбо-фолка и сербского шоу-бизнеса в целом стала свадьба певицы Цецы (псевдоним Светланы Величкович) и полевого командира Желько Ражнатовича, он же Аркан, до этого — бандита-рецидивиста и главаря фанатов белградского ФК «Црвена звезда». Данное событие также имело и символический смысл: закрепление связи между турбо-фолком и сербским национализмом.
Также для турбо-фолка (особенно для сербского) характерны частые случаи плагиата, преимущественно из греческой и, реже, турецкой поп-музыки (что объясняется более дружественным отношением к грекам, являющимися, как и сербами, православными христианами). Данный феномен можно объяснить тем, что Греция, как и Сербия, в своё время находилась под османским владычеством и поэтому испытала сильное турецкое влияние на свою культуру. По мере освобождения от него в странах Балканского полуострова на протяжении XIX века турецко-османское наследие стало восприниматься как чужеродный, навязанный захватчиками элемент, и поэтому элита взяла курс на вестернизацию, а народные массы всё ещё преимущественно сохраняли османское наследие в своих одежде, речи, еде, традициях и т. п. Такое двойственное и неоднозначное отношение к османской культуре привело к тремя радикальным мерам: полному отвержению османского наследия и возврат к доосманской и средневековой культуре/вестернизация с одной стороны; ассимиляция османских черт культуры с другой стороны и ностальгия по османскому владычеству с третьей стороны. Второй способ, помимо апроприации османского наследия коренными народами Балкан, предполагает, что османская культура, несмотря на принадлежность к мусульманскому и ближневосточному миру, в своей основе лежит в византийской, православной культуре. Соответственно, характерные мотивы в турецкой музыке (а также в турбо-фолке) считаются восходящими к византийской светской музыке. Таким образом, песни в жанре турбо-фолк демонстрирует кризис культурной идентичности в Сербии: с одной стороны, мелодии привлекают своим экзотическим ближневосточным звучанием, что, с другой стороны, противоречит сербскому националистическому нарративу, в результате чего для оправдания данной дилеммы обосновывают византийскими корнями турецкой музыки и компенсируются плагиатом из современной греческой поп-музыки. Однако встречаются случаи плагиата и из сербской эстрады: так, знаменитая «Караџићу, води србе своје», также известная как «Remove kebab», согласно исследованию, проведённому пользователю Youtube под ником serb‧fun, является компиляцией из трёх песен: «Srpska se truba sa Kosova čuje» (проигрыш на трубе в самом начале), «Zlatibore visoka planino» Раде Пройовича (мотив, под который поются слова) «Alaj volim život» Предрага Живковича (проигрыш между куплетами).

## В культуре
В 2010 году песня Желько Грмуши «Караџићу, води србе своје» (которую иногда относят к турбо-фолку) стала интернет-мемом, а её отрывок получили новые названия: «Remove Kebab» (с англ. — «Убери кебаб, удали кебаб»), где под словом «kebab» подразумеваются мусульмане боснийцы и «Serbia strong». После этого многие песни в жанре турбо-фолк (песни Перковича и Вуловича, «Јадна Босно суверена» Сембераца (клип на эту песню был опубликован ещё в 2006 году), «Oj, Alija, Aljo», «Vojnik sreće» Дино Мерлина, «Artiljerija, Bosanac bekrija» Мухамеда Бркича (он же Хамо Брко), «Mudžahedin» и «Merhaba» братьев Бурековичей, «Eto muje sve do Beograda») также стали популярными в интернете. Последние четыре песни, по аналогии с Remove Kebab, начали называться «Defend Kebab» (англ. защищай кебаб). Пик популярности пришёлся на ноябрь 2015 года.
Турбо-фолк как явление, а также многие его исполнители были спародированы в мультфильме «Jet Set» 2007 года, являющийся дипломной работой режиссёра Ненада Митича. В частности, главным героем, отражающим вторжение инопланетян, является Бобан Здравкович. Инопланетяне же прибыли на Землю, чтобы уничтожить всех турбо-фолк-певцов, так как песни в данном жанре вызывают на инопланетном корабле помехи. Что характерно, Здравкович оценил мультфильм по достоинству и отблагодарил Митича за то, что тот выбрал его в качестве главного героя. А вот другой турбофолк-певец, Сейо Калач (серб. Сејо Калач, Sejo Kalač) заявил, что хоть и был оскорблён, но на создателей не обижается.
Аналогичные жанры поп-музыки существуют, помимо бывшей Югославии, на всём Балканском полуострове. В Румынии это манеле, в Болгарии — чалга, а в Греции — лаика. Что интересно, в румынском и болгарском поп-фолке, в отличие от югославского турбо-фолка, используется намного меньше современных черт и больше традиционных.

### В России
Одну из первых попыток сочетания русской народной с современной музыкой предприняли в 1970-е годы рок-группы «Добры молодцы» и «Цветы». Однако появление музыки, более-менее похожей на югославский турбофолк пришлось на начало 1990-х — время распада СССР и широкого распространения синтезаторов. В 1995 году новосибирский певец Игорь Малинин при поддержке Павла Есенина выпускает альбом «Частушки», своим звучанием напоминавший югославский турбофолк. Позднее Малинин перешёл на русский шансон. В общем и целом черты, характерные для русской народной музыки, присутствуют во многих песнях российской поп-музыки.
Татарские народные мотивы использует в своём репертуаре группа «Сак-Сок» и певица СуперАлиса. Последняя использует в своём творчестве синтезаторы 1980-х и 1990-х, что придаёт наибольшее звучание с югославским турбофолком. Также сходство с турбофолком имеет творчество якутского исполнителя Айыы Уола.
Особенно ярко национальные традиции проявляются в поп-музыке народов Кавказа, начиная с 1990-х годов. Зачастую подобная музыка записывается в домашних студиях при помощи синтезаторов, и, как правило, пользуется спросом среди водителей-маршрутчиков и таксистов, а также часто доносится из кафе и ресторанов южных курортов. Для кавказской поп-музыки характерно использование стереотипов о кавказцах (например, для собственного имиджа, поп-певцы используют образ «романтичного, брутального джигита»), и позиционирование в качестве народной музыки, несмотря на то, что кавказская поп-музыка имеет мало общего с настоящей традиционной музыкой народов Кавказа. Примером может послужить творчество Черима Нахушева (Кабардино-Балкария), Айдамира Мугу (Адыгея), Шамхана Далдаева (Чечня).